# کوتوله‌های شاد
کوتوله‌های شاد (به زبان انگلیسی: The Merry Dwarfs) یک فیلم کوتاه انیمیشن محصول دیزنی از مجموعه انیمیشن‌های سمفونی احمقانه به کارگردانی والت دیزنی در سال ۱۹۲۹ میلادی منتشر شد. 